# Metrolink de Mánchester
Metrolink es un sistema de tren ligero en el Gran Mánchester, Inglaterra. La red consiste de ocho líneas que comienzan desde el centro de la ciudad de Mánchester y terminan en Altrincham, Ashton-under-Lyne, Bury, Didsbury, Eccles, Rochdale, el Aeropuerto de Mánchester y The Trafford Centre respectivamente. El sistema es propiedad de Transport for Greater Manchester (TfGM), mientras que es operado y mantenido bajo contrato por Keolis Amey Metrolink .También referido como Manchester Metrolink, se estima que se efectuaron en él 42 millones de viajes en 2024.
El tren ligero para el Gran Mánchester nació debido a las obligaciones del Concejo Condal del Gran Mánchester de proveer un "sistema integrado y eficiente para el transporte público" bajo su plan estructural y el acta de transporte 1968. El transporte público del Gran Mánchester sufría de conexiones pobres entre el norte y sur, exacerbadas por la ubicación de las principales estaciones de tren de la ciudad de Mánchester, Piccadilly y Victoria, que no estaban conectadas y se encuentran en los límites opuestos del centro de la ciudad. Abandonando las opciones del monriel y el metro concebidas en las décadas del 60 y 70. El tren ligero fue propuesto en 1982 como la solución más eficiente y económica para el transporte público para el centro de la ciudad y el área metropolitana circundante y obtuvo apoyo durante la década del 80 como un servicio de conmutación apropiado e integrado. La aprobación gubernamental fue concedida en 1988 y la red comenzó a operar servicios entre Bury Interchange y Victoria el 6 de abril de 1992. Esto fundó el primer sistema moderno de trenes callejeros en el Reino Unido y su segundo sistema de tranvía público operacional (siendo el Blackpool tramway construido en 1885 siendo el único sistema de tranvía antiguo que sobrevivió hasta la creación del Metrolink.
El Metrolink tiene 76 paradas a lo largo de los 72.8 kilómetros de vía de ancho estándar que circula a través de siete de los 10 barrios del Gran Mánchester. El sistema tiene una mezcla de semáforos designados (separados del resto del tráfico) y de tranvía callejero (compartido con peatones y vehículos). Su flota de vehículos de pasajeros está compuesta por dos Ansaldo Firema T-68A y más de noventa y cuatro Bombardier Flexity Swift M5000. Estos estaban catalogados originalmente como vehículos de tren ligero, pero se volvieron ampliamente conocidos como tranvías. Otros cambios incluyen un cambio a colores amarillo y gris reemplazando los colores originales gris y aguamarina que lo identificaban hasta el 2008.
La expansión del Metrolink fue una estrategia clave para los planificadores de transporte del Gran Mánchester, conocidas como fases (1, 2, 3a, 3b y 2CC), las cuales al ser completadas en 2016/17 harán del Metrolink el sistema de tren ligero más larga del Reino Unido cubriendo 97km de vías con 93 paradas manejando un estimado de 45 millones de pasajeros al año. TfGM logró aprobar una mayor expansión con propuestas para dos nuevas líneas a Stockport y Port Salford.

## Historia

### Orígenes
El sistema de tren ligero para el Gran Mánchester nació a partir del deseo del Concejo Condal del Gran Mánchester de cumplir sus obligaciones para proveer "un sistema de transporte público integrado y eficiente" bajo el acto de transporte 1968 y su plan estructural. El transporte público del Gran Mánchester sufría de conexiones pobres entre el norte y sur, exacerbadas por la ubicación de las principales estaciones de tren de la ciudad de Mánchester, Piccadilly y Victoria, que no estaban conectadas y se encuentran en los límites opuestos del centro de la ciudad. Piccadilly y Victoria fueron construidas en la década de 1840 por compañías rivales en tierras más baratas en los límites del centro de la ciudad, resultando en una pobre integración entre ellas y un pobre acceso a la zona de negocios central. En anticipación a la construcción de las mismas, en 1839 se propuso un túnel de tren subterráneo para conectar las dos estaciones, pero se abandonó por razones económicas, el mismo destino corrió un monoriel suspendido por sobre el nivel del suelo propuesto en 1966. SELNEC Passenger Transport Executive, el cuerpo encargado con la mejora del transporte público de Mánchester y sus municipios circundantes en los años 60, efectuó algunas propuestas preliminares para un túnel llamado "Picc-Vic" (en referencia a las dos estaciones que conectaría), "una ruta de tren propuesta que circularía debajo de la ciudad" formando "la pieza central de una nueva red de trenes eléctricos para la región". Aunque se realizaron excavaciones con propósito de investigación bajo el centro comercial Manchester Arndale, cuando el Concejo Condal del Gran Máncester presentó el proyecto al Gobierno del Reino Unido en 1974, no le fue posible recaudar el dinero suficiente para su ejecución y fue abandonado por razones económicas cuando el Concejo Condal dejó los planes en 1977.
En 1982, el Greater Manchester Passenger Transport Executive (GMPTE, el sucesor del SELNEC PTE) concluyó que un sistema de tren ligero metropolitano a nivel de la superficie para reemplazar o complementar los trenes pesados y poco usados de la región erala solución más económica para mejorar la red de transporte público del Gran Mánchester, que sufría de una integración pobre y una infraestructura anticuada. Un grupo de estudio de trenes, compuesto por oficiales de la British Rail, del Concejo Condal y del GMPTE emprendió la tarea en 1984. Propuestas abstractas basadas en sistemas de trenes ligeros en América del Norte y la Europa continental, y un boceto de un red que cubría 100km de extensión consistiendo en tres líneas fueron presentados por el grupo de estudio de trenes al gobierno del Reino Unido para conseguir fondos. Después de efectuar algunas revisiones a las rutas en 1984 y 1987 y una prueba el 9 de febrero de 1987 usando trenes del Docklands Light Railway en una línea de carga adyacente a Debdale Park, los fondos fueron garantizados por HM Treasury con las condiciones estrictas que el sistema debía ser construido en fases. Algunos fondos adicionales vinieron del Fondo Europeo de Desarrollo Regional y préstamos bancarios.

### Fase 1

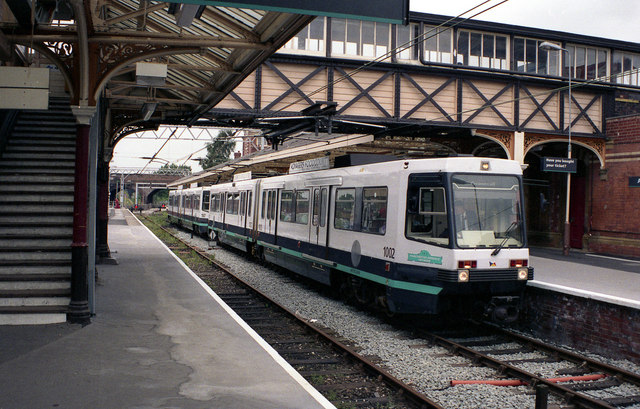
Estación Altrincham en julio de 1992. Ésta parada abrió sus puertas el 15 de junio de 1992 como parte de la fase 1.

Las antiguas líneas de tren pesado de East Lancashire Railway (de Bury a Victoria) y de Mánchester, South Junction and Altrincham Railway (de Altrincham a Piccadilly) y la creación de un tranvía al nivel de la calle que circulara a través del centro de la ciudad de Mánchester para unir las líneas como una única red de 30,9 km, fueron elegidas para la Fase 1 debido a que aquellas dos líneas se usaban, principalmente, con el objetivo de conmutar hacia el centro de la ciudad y también mejorarían los enlaces entre el norte y el sur y los accesos al centro de Mánchester. La autoridad parlamentaria requerida para proceder con la primera fase fue obtenida con dos actas del parlamento, Greater Manchester (Light Rapid Transit System) Act 1988 y Greater Manchester (Light Rapid Transit System) (n.º 2) Act 1988.
El 27 de septiembre de 1989, la Autoridad de Transporte de Pasajeros del Gran Mánchester firmó un contrato con el grupo GMA (un consorcio compuesto por AMEC, GM Buses, John Mowlem & Co., y por una subsidiaria de la General Electric Company) que formó la compañía Greater Manchester Metrolink Limited con el fin de diseñar, construir, operar y mantener la Fase 1 del Metrolink. El contrato fue aprobado por Michael Portillo en nombre del Departamento de Transporte del Reino Unido el 24 de octubre de 1989, siendo formalmente firmado el 6 de junio de 1990.
La línea de Bury fue cerrada por secciones entre el 13 de julio de 1991 y el 17 de agosto de 1991 para poder así adaptar la corriente eléctrica del tercer riel de 1200V CC a una catenaria de 750V CC para la operación del nuevo tren ligero. En el centro de Mánchester, un tranvía (construido con una expansión en mente) desde Victoria a Piccadilly a través de Market Street y Piccadilly Gardens conectaba Bury con Altincham. Las el cableado y las estructuras de la línea de Altrincham fueron adaptadas para un tren ligero. Así como también se hicieron mejoras a la señalización y las estaciones de la red, un cuartel central combinado y centros de control y depósito fueron construidos en Cheetham Hill sobre Queens Road, al norte de la estación Victoria, por un costo de £8 millones.
Con su apertura inicialmente proyectada para septiembre de 1991 y luego prometida para el 21 de febrero de 1992, el Metrolink comenzó a operar el 6 de abril de ese año con un servicio entre las estaciones Victoria y Bury, re-introduciendo así el tren ligero al Reino Unido. La red fue expandida más allá de Victoria hasta la estación G-Mex el 27 de abril de 1992, para el 15 de junio de aquel año se agregó un servicio hasta Altrincham completando así la primera fase del proyecto y habilitando el uso de los 26 vehículos T-68 que habían sido comprados para la operación de la ruta. La reina Elizabeth II declaró abierto el Metrolink en una ceremonia que se llevó a cabo en Mánchester el 17 de julio de 1992, añadiendo que el Metrolink mejoraría la comunicación entre las partes norte y sur del Gran Mánchester. Una vez finalizada la ceremonia, la reina visitó el Ayuntamiento de Mánchester y usó el servicio desde la estación St. Peter's Square hasta Bury para visitar el Ayuntamiento de Bury.
Con un costo de £145 millones se esperaba que la fase 1 llevara 10 millones de pasajeros por año, pero esa cifra fue superada en el año fiscal 1993/94 y todos los años sucesivos. Reconociendo la demanda de los pasajeros y teniendo en cuenta que tras el Atentado de Mánchester de 1996 debió ser decomisada la estación de buses de Arndale, se hicieron ajustes en el plan maestro del Concejo de la Ciudad de Mánchester para la primera fase del proyecto, modificando la estación de Market Street para soportar tráfico en ambos sentidos demoliendo la estación de High Street en 1998 y creando una nueva para en Shudehill Interchange en el año 2002. Para el año 2003, la Fase 1 fue considerada un "éxito de largo plazo" por el GMPTE y que (con sobrecarga de pasajeros en las horas pico), llevó a más de 15 millones de pasajeros al año.

### Fase 2

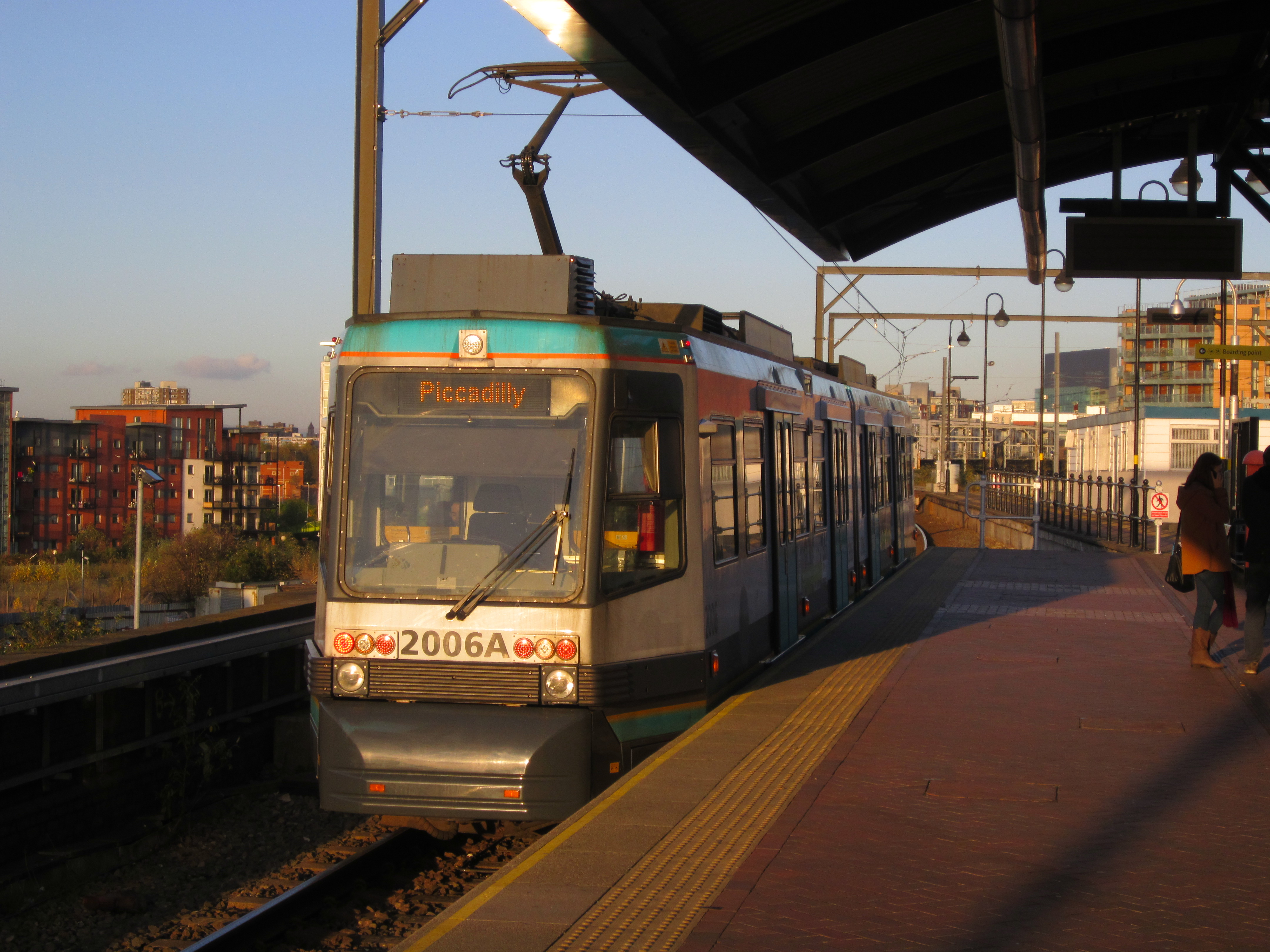
La estación de Metrolink de Cornbrook, con un tren T-68A adquirido especialmente para la nueva Eccles Line, abrió al público en 1999 como parte de la Fase 2

La extensión de la red de Metrolink fue planeada con la intención de ser continua, con sucesivas fases de expansión entregadas en un orden de prioridad estricto. El GMPTE quería repetir su "éxito" obtenido con la primera fase y para esto debía convertir otras partes de la red suburbana de trenes en desuso del Gran Mánchester. Sin embargo, algunos cambios de circunstancias y nuevas oportunidades, combinadas con un cambio en la política gubernamental después de la recesión de principios de los años 90 detuvieron la expansión inmediata del Metrolink después de finalizada la Fase 1. La fase 1a, que proponía una ruta de este a oeste desde Eastlands a Dumplington a través de Salford Quays, fue acallada por la incertidumbre que rodeaba la candidatura de Mánchester para organizar los Juegos Olímpicos de Verano del año 2000, el Trafford Centre (sin construir) y la puesta en valor de Manchester Docks recibieron mayor atención. Sin embargo, a través de los años 90 la Autoridad de Transporte del Gran Mánchester continuó adquiriendo derechos para construir líneas de Metrolink amparados en el Acta de Transportes y Trabajos 1992.
Durante la década de 1990, el distrito de Salford Quays se transformó en una zona de negocios rediseñada específicamente para el comercio, la cultura, el placer y el turismo con una alta densidad de locales y edificios residenciales modernos que se complementaban con un complejo de cines, edificios de oficinas y un paseo a las orillas del canal. Como tenía una pobre integración con el transporte público, se enmarcó para una potencial línea de Metrolink tan pronto como 1986, pero se obtuvo la licencia para construir una línea a través de la zona en 1990. El distrito recibió millones de libras esterlinas en inversiones y tras una consulta y audiencia pública se definió que se le daría la aprobación gubernamental en 1994. En otoño de 1995 una línea de 6,4 km que cubría desde la Cornbrook hasta Eccles a través de Salford Quays capitalizando así la regenerada zona del puerto fue confirmada como la Fase 2 del Metrolink. Aunque no se recibieron fondos del gobierno central, el dinero fue recaudado por la GMPTA, el Fondo Europeo de Desarrollo Regional y desarrolladores privados. En abril de 1997 Altram, se le concedió la construcción de la Eccles Line a un consorcio del Grupo Serco, Gio. Ansaldo & C. y John Laing plc; Serco, responsable de la Sheffield Supertram, operaría la red entera bajo contrato; Ansaldo proveería seis vehículos adicionales (T-68A) y el equipamiento de señalización. El trabajo de construcción comenzó oficialmente el 17 de julio de 1997.
La nueva línea fue inaugurada oficialmente hasta la estación de Broadway el 6 de diciembre de 1999 por el primer ministro Tony Blair quien alabó el sistema como "el esquema exacto necesitado para resolver los problemas de transporte de las áreas metropolitanas del país". El 21 de julio de 2000 un servicio hasta Eccles Interchange se unió a la red y fue oficialmente abierta por la Princesa Real Anne en una ceremonia el 9 de enero de 2001. Una vez completada, las fases 1 y 2 le dieron al Metrolink un longitud total de 39 kilómetros.
La Fase 2 fue financiada, principalmente, de forma privada y costó £160 000 000. El Concejo de la Ciudad de Salford consideró la segunda fase como una "contribución importante para la red de transporte público de Salford, proveyendo un servicio rápido y frecuente entre Eccles, Salford Quays y el centro de la ciudad de Mánchester". Pero, compitiendo con buses comparativamente más rápidos y baratos, la línea circulaba por el distrito de Salford Quays en una ruta lenta y serpenteante por lo que falló a alcanzar sus objetivos de cantidad de pasajeros. Durante los años 2000, se aumentó el patrocinio de la Eccles Line acrecentando su popularidad (a tono del crecimiento de pasajeros de todo el sistema de Metrolink) y comenzó a sufrir un exceso de pasajeros para el final de la década.

### Fase 3
En el año 2000, planificadores de transporte y oficiales del Gran Mánchester consideraron al Metrolink como un "éxito fenomenal", el sistema excedía los objetivos de patrocinio mientras reducía la congestión de tráfico en los caminos paralelos a sus líneas. Consecuentemente, cuando el acta de transporte 2000 (Transport Act 2000) requería a los ejecutivos de transporte público producir planes de transporte locales, el GMPTE ya tenía como prioridad una tercera fase de expansión del Metrolink que crearía cuatro nuevas líneas a lo largo de corredores clave del Gran Mánchester: las líneas Oldham y Rochdale (hacia en noroeste), la línea East Manchester Line (hacia el este acercando pasajeros al City of Manchester Stadium), la línea South Manchester Line (hacia el suroeste) y la línea Airport Line (hacia el sur y el aeropuerto de Mánchester). Satisfechos con que el plan llevaría un compromiso clave con una expansión más rápida y un mayor valor de las economías de escala, el GMPTE y la Asociación de Autoridades del Gran Mánchester (AGMA, por sus siglas en inglés) convencieron al gobierno central de proveer fondos para financiar una parte de la mejora que consistía en un nuevo depósito, carteles con información para pasajeros y la construcción de cuatro nuevas líneas en un solo contrato para la Fase 3 (denominada "Big Bang") valuada en £489 000 000.
Asumiendo que sería "muy difícil" llevar el Metrolink al estadio City of Manchester Stadium para el año 2002, momento en el que se disputarían los Juegos de la Mancomunidad de ese año (precisamente en ese estadio), el Gobierno aceptó la importancia que tenía el proyecto hacia el Gran Mánchester y la competencia deportiva a realizarse con el anuncio del vice primer ministro del Reino Unido John Prescott de contribuir con £289 000 000 para financiar la Fase 3 que haría del Metrolink "la envidia de Europa", consiguiendo las £200 000 000 restantes en el sector privado para julio de 2000. Tras el anuncio, comenzaron los trabajos preliminares como los costos legales, la adquisición de tierras y la construcción de puentes ferroviarios sobre el Río Medlock, sin embargo, el Metrolink produjo pérdidas en 2002 y no logró reducir la congestión de tráfico del centro de la ciudad de Mánchester. Los costs de implementación de la Fase 3 fueron revisados en el mes de diciembre, una vez finalizados los Juegos de la Mancomunidad de 2002, llegando a un total de £820 000 000, significando que el Metrolink requería de una contribución gubernamental de al menos £520 000 000. Con predicciones que los costos continuarían aumentando y las preocupaciones surgidas sobre la obtención de trenes ligeros a nivel nacional, el 20 de julio de 2004, Alistair Darling (Secretario de Transporte del Reino Unido), anunció que el gobierno retiraba su apoyo económico al proyecto debido a costos excesivos.
En respuesta a esta situación, resaltando los costos legales de la demolición de casas, escuelas y oficinas en anticipación de las nuevas líneas, la campaña Get Our Metrolink Back on Track (o simplemente Back on Track) encabezada por el periódico Manchester Evening News y parlamentarios del Gran Mánchester, se logró organizar una campaña de lobby al Departamento de Transporte para financiar la Fase 3. El 16 de diciembre de 2004, Alistar Darling anunció que el gobierno financiaría la Fase 3, pero no a cualquier precio, limitando su inversión en £520 000 000. Un paquete de fondos inicial de £102 000 000 fue concedido por el Gobierno en junio de 2005 para comenzar los trabajos preparativos para la Fase 3 y un programa de renovación de vías, liderado por Carillion, de 19 km de la Fase 1, que todavía utilizaba los rieles del tren pesado original causando daño a los vehículos y restando comodidad a los pasajeros. Tras una serie de negociaciones entre el Gobierno central, la GMPTE y la AGMA, los fondos de la Fase 3 fueron confirmados por Douglas Alexander el 6 de julio de 2006, aunque con algunos ajustes (tales como cortar el Wythenshawe Loop) y separando el proyecto en dos etapas: Fase 3a, que incluía los elementos de expansión financiados por la inversión gubernamental; y la Fase 3b, que incluía los elementos que requerían un origen de fondos distinto. Se le encargó el diseño, construcción y manutención de los 32km de una nueva línea junto con un nuevo depósito en Old Trafford al consorcio MPact-Thales, compuesto por Laing O'Rourke, VolkerRail y el Thales Group, como también una extensión de 0,40km para extender la Eccles Line hasta el nuevo desarrollo de MediaCityUK en Salford Quays, financiado de forma separada por la Agencia de Desarrollo Regional del Noroeste (NWRDA, por sus siglas en inglés).